# Brian Hansen
Pour les articles homonymes, voir Hansen.
Brian Hansen, né le 3 septembre 1990 à Evanston (Illinois), est un patineur de vitesse américain.

## Palmarès

### Jeux olympiques d'hiver
| Épreuve / Édition   | 500 mètres | 1 000 mètres | 1 500 mètres | 5 000 mètres | 10 000 mètres | Mass start | Poursuite par équipes              |
| JO 2010 Vancouver   | —          | —            | 18e          | —            | —             | —          | Médaille d'argent, Jeux olympiques |
| JO 2014 Sotchi      | Ab         | 9e           | 7e           | —            | —             | —          | 7e                                 |
| JO 2018 Pyeongchang | —          | —            | 15e          | —            | —             |            | 8e                                 |

Légende :
- : première place, médaille d'or
- : deuxième place, médaille d'argent
- : troisième place, médaille de bronze
- : pas d'épreuve
- — : Non disputée par le patineur
- DSQ : disqualifiée